# Mirosław Dymon
Mirosław Andrzej Dymon – polski akordeonista, doktor habilitowany sztuk muzycznych.

## Życiorys
W 1986 r. ukończył studia instrumentalistyki w Akademii Muzycznej w Krakowie, w 1995 r. obronił pracę doktorską pt. Przeszkody w procesie twórczym. Analiza empiryczna dotycząca wykonawców muzyki, której promotorem był prof. Edward Nęcka, w 2011 r. habilitował się. Został pracownikiem naukowym w Instytucie Muzyki, Kolegium Nauk Humanistycznych Uniwersytetu Rzeszowskiego.